# یوماگوژینو
یوماگوژینو (انگلیسی: Yumaguzhino) یک شهرک در شهرستان زیلایرسکی استان باشقیرستان کشور روسیه است.